# Viljami Sinisalo
Pour les articles homonymes, voir Sinisalo.
Viljami Sinisalo né le 11 octobre 2001 à Espoo (Finlande), est un footballeur international finlandais qui évolue au poste de gardien de but au Celtic FC.

## Biographie

### En club
Né à Espoo en Finlande, Viljami Sinisalo est formé par le HJK Helsinki et le FC Honka avant de rejoindre le FC Espoo (en) où il commence sa carrière. Il joue son premier match à seulement 15 ans le 2 juin 2017, lors d'une rencontre de troisième division finlandaise face au Bollklubben-46 (en). Il est titularisé et son équipe s'incline par un but à zéro.
Le 30 juin 2018, Viljami Sinisalo rejoint l'Angleterre en s'engageant avec Aston Villa.
Le 25 septembre 2020, Sinisalo est prêté en Écosse, à l'Ayr United pour une saison. Il joue son premier match au niveau professionnel le 6 octobre 2020, à l'occasion d'une rencontre de coupe de la Ligue écossaise contre l'Albion Rovers FC. Il est titularisé et son équipe s'impose par cinq buts à deux.
Le 11 juillet 2022, Viljami Sinisalo rejoint Burton Albion sous la forme d'un prêt.
Le 19 juillet 2023, Viljami Sinisalo rejoint Exeter City sous la forme d'un prêt d'une saison. Le club évolue alors en League One (D3).
Le 11 juillet 2024, Viljami Sinisalo quitte cette fois définitivement Aston Villa et rejoint le Celtic FC. Il signe un contrat de cinq ans, soit jusqu'en juin 2029.

### En sélection
Viljami Sinisalo représente l'équipe de Finlande des moins de 17 ans de 2017 à 2018. Il joue un total de onze matchs avec cette sélection où il officie notamment comme capitaine à quatre reprises.
En septembre 2022, Viljami Sinisalo est convoqué pour la première fois avec l'équipe nationale de Finlande par le sélectionneur Markku Kanerva, en raison notamment de l'absence sur blessure de Jesse Joronen. Il doit toutefois attendre le 12 janvier 2023 pour honorer sa première sélection, face à l'Estonie. Il est titularisé et son équipe s'incline par un but à zéro.